# Miejski Las
Miejski Las – osada w Polsce położona w województwie warmińsko-mazurskim, w powiecie mrągowskim, w gminie Mrągowo.
W latach 1975–1998 miejscowość administracyjnie należała do województwa olsztyńskiego.